# Каспійський регіон

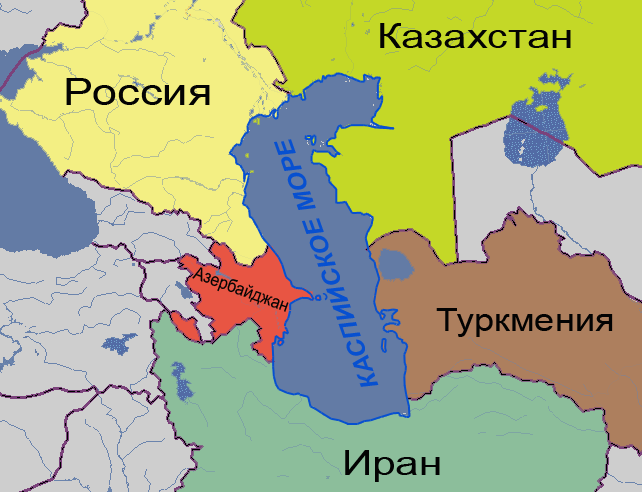
Країни Каспійського регіону

Каспійський регіон, також Прикаспій — історична назва регіону, прилеглого до Каспійського моря. Уперше цю назву розпочали використовувати російські географи в XVIII столітті.
Східний Прикаспій (його також називають Закаспій) включає в себе Мангістауську область Казахстану і захід Туркменістану.
Південний Прикаспій представлений північними регіонами Ірану.
Північний Прикаспій включає в себе Атирауську область Казахстану, а також два регіони Росії — Астраханську область і Калмикію.
Західний Прикаспій — це Дагестан і Азербайджан.

## Джерело
- Подорож в Північний Прикаспій

| Земля | Це незавершена стаття з географії. Ви можете допомогти проєкту, виправивши або дописавши її. |